# 索菲娅·布劳恩
索菲娅·布劳恩（西班牙語：Sophia Braun；2000年1月26日—），阿根廷女子足球运动员，司职中场，目前效力于堪萨斯城川流（租借给斯波坎和风足球俱乐部）和阿根廷国家女子足球队。她曾代表阿根廷参加2023年国际足联女子世界杯和2024年美洲女子金杯等多场国际赛事。